# Gecarcinucidae
Super-famille
Famille
Synonymes
- Gecarcinidae MacLeay, 1838 (préféré par BioLib)

Les Gecarcinucidae sont une famille de crabes, la seule de la super-famille des Gecarcinucoidea. Elle comprend 350 espèces dans 58 genres. Parathelphusidae en est synonyme

## Liste des genres
Selon World Register of Marine Species (29 juin 2016) :
- genre Adeleana Bott, 1969
- genre Arachnothelphusa Ng, 1991
- genre Austrothelphusa Bott, 1969
- genre Bakousa Ng, 1995
- genre Balssiathelphusa Bott, 1969
- genre Baratha Bahir & Yeo, 2007
- genre Barytelphusa Alcock, 1909
- genre Ceylonthelphusa Bott, 1969
- genre Clinothelphusa Tay & Ng, 2001
- genre Coccusa S. H. Tan & Ng, 1998
- genre Currothelphusa Ng, 1990
- genre Cylindrotelphusa Alcock, 1909
- genre Esanthelphusa Naiyanetr, 1994
- genre Gecarcinucus H. Milne Edwards, 1844
- genre Geelvinkia Bott, 1974
- genre Geithusa Ng, 1989
- genre Ghatiana Pati & Sharma, 2014
- genre Globitelphusa Alcock, 1909
- genre Gubernatoriana Bott, 1970
- genre Guinothusa Yeo & Ng, 2010
- genre Heterothelphusa Ng & Lim, 1986
- genre Holthuisana Bott, 1969
- genre Inglethelphusa Bott, 1970
- genre Irmengardia Bott, 1969
- genre Lamella Bahir & Yeo, 2007
- genre Lepidothelphusa Colosi, 1920
- genre Liotelphusa Alcock, 1909
- genre Mahatha Ng & Tay, 2001
- genre Mainitia Bott, 1969
- genre Maydelliathelphusa Bott, 1969
- genre Mekhongthelphusa Naiyanetr, 1985
- genre Migmathelphusa O. K. S. Chia & Ng, 2006
- genre Nautilothelphusa Balss, 1933
- genre Niasathelphusa Ng, 1991
- genre Oziotelphusa Müller, 1887
- genre Parathelphusa H. Milne Edwards, 1853
- genre Pastilla Ng & Tay, 2001
- genre Perbrinckia Bott, 1969
- genre Perithelphusa de Man, 1899
- genre Phricotelphusa Alcock, 1909
- genre Pilarta Bahir & Yeo, 2007
- genre Rouxana Bott, 1969
- genre Salangathelphusa Bott, 1968
- genre Sartoriana Bott, 1969
- genre Sayamia Naiyanetr, 1994
- genre Sendleria Bott, 1969
- genre Siamthelphusa Bott, 1968
- genre Snaha Bahir & Yeo, 2007
- genre Sodhiana Yeo & Ng, 2012
- genre Somanniathelphusa Bott, 1968
- genre Spiralothelphusa Bott, 1968
- genre Stygothelphusa Ng, 1989
- genre Sundathelphusa Bott, 1969
- genre Syntripsa O. K. S. Chia & Ng, 2006
- genre Terrathelphusa Ng, 1989
- genre Thaksinthelphusa Ng & Naiyanetr, 1993
- genre Thelphusula Bott, 1969
- genre Torhusa Ng, 1997
- genre Travancoriana Bott, 1969
- genre Vanni (crabe) Bahir & Yeo, 2007
- genre Vela Bahir & Yeo, 2007

## Référence
- Rathbun, 1904 : Les crabes d’eau douce (Potamonidae). Nouvelles Archives du Muséum d’Histoire naturelle, vol. 46, p. 225–312.

## Sources
- Ng, Guinot & Davie, 2008 : Systema Brachyurorum: Part I. An annotated checklist of extant brachyuran crabs of the world. Raffles Bulletin of Zoology Supplement, n. 17, p. 1–286.
- De Grave & al., 2009 : A Classification of Living and Fossil Genera of Decapod Crustaceans. Raffles Bulletin of Zoology Supplement, n. 21, p. 1-109.